# Molophilus savtshenkoi
Molophilus savtshenkoi är en tvåvingeart som beskrevs av Jaroslav Stary 1972. Molophilus savtshenkoi ingår i släktet Molophilus och familjen småharkrankar. Inga underarter finns listade i Catalogue of Life.